# David Laliberté
David Laliberté (* 17. März 1986 in Saint-Jean-sur-Richelieu, Québec) ist ein ehemaliger kanadischer Eishockeyspieler, der im Verlauf seiner aktiven Karriere zwischen 2002 und 2016 unter anderem elf Spiele für die Philadelphia Flyers in der National Hockey League (NHL) auf der Position des rechten Flügelstürmers bestritten hat. Hauptsächlich war Laliberté aber in den nordamerikanischen Minor Leagues und für verschiedene Klubs in Europa, darunter die Grizzly Adams Wolfsburg in der Deutschen Eishockey Liga (DEL), aktiv.

## Karriere

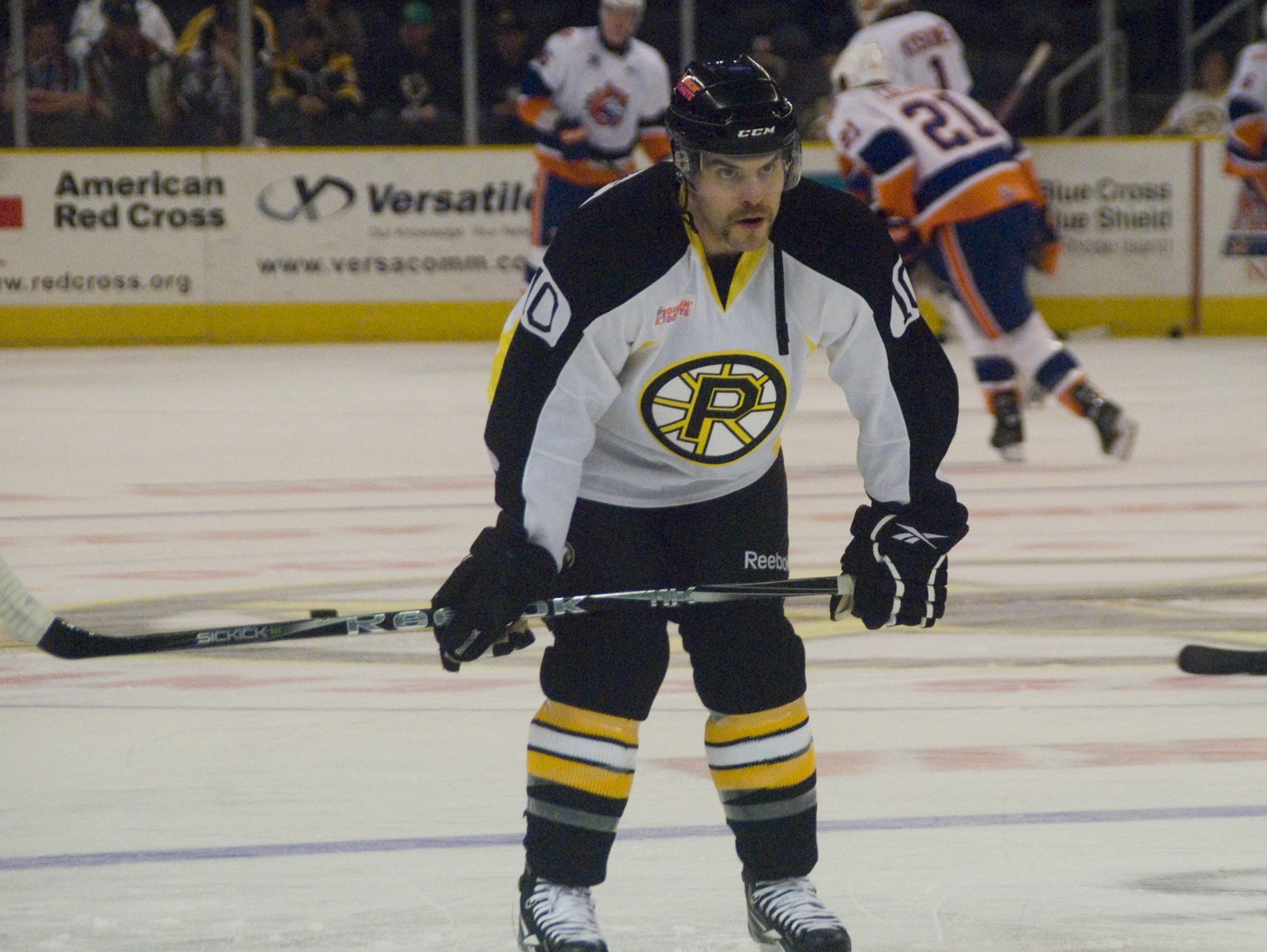
Laliberté im Trikot der Providence Bruins (2011)

David Laliberté begann seine Karriere als Eishockeyspieler in der kanadischen Juniorenliga Ligue de hockey junior majeur du Québec (LHJMQ), in der er von 2002 bis 2007 für Rocket de Montréal und P.E.I. Rocket aktiv war. In diesem Zeitraum wurde er im NHL Entry Draft 2004 in der vierten Runde als insgesamt 124. Spieler von den Philadelphia Flyers aus der National Hockey League (NHL) ausgewählt.
Nachdem der Flügelspieler zunächst zwei Jahre lang für deren Minor-League-Farmteams, die Philadelphia Phantoms in der American Hockey League (AHL) und Wheeling Nailers in der ECHL auf dem Eis gestanden hatte, gab er im Verlauf der Saison 2009/10 sein Debüt für die Philadelphia Flyers in der NHL. Nach wie vor trat er jedoch parallel für deren neuen AHL-Kooperationspartner Adirondack Phantoms an. Am 21. November 2010 wurde er gemeinsam mit Patrick Maroon für Rob Bordson und Danny Syvret zu den Anaheim Ducks transferiert. Diese schickten ihn anschließend zu den Syracuse Crunch in die AHL. In Syracuse war Laliberté als Stammspieler gesetzt, ehe er kurz vor der Trade Deadline am 27. Februar 2011 gemeinsam mit Stefan Chaput im Austausch für Brian McGrattan und Sean Zimmerman an die Boston Bruins abgegeben wurde, die ihn ins Farmteam zu den Providence Bruins in die AHL schickten.
Im Juli 2011 wurde der Stürmer von den Grizzly Adams Wolfsburg aus der Deutschen Eishockey Liga (DEL) verpflichtet und mit einem Kontrakt für eine Spielzeit ausgestattet. Im März 2012 zog sich Laliberté im Training einen Kreuzbandriss zu, so dass sein Vertrag nach Saisonende nicht verlängert wurde. Nach der Genesung von der Verletzung war Laliberté um den Jahreswechsel 2012/13 herum bei den Trenton Titans aus der ECHL aktiv, ehe ihn die Adirondack Phantoms im Januar 2013 verpflichteten. Im Herbst 2013 war er erneut vereinslos, ehe er im Januar 2014 nach Europa zurückkehrte und insgesamt zehn Spiele für den HC Meran aus der Inter-National-League absolvierte. Nach der Verletzung von Matthieu Beaudoin entschloss sich der HC Bozen, David Laliberté bis zum Ende der Spielzeit zu verpflichten. Mit seinem neuen Team gewann er in der Spielzeit 2013/14 den Meistertitel der Erste Bank Eishockey Liga (EBEL).
In der Saison 2014/15 spielte der Kanadier für den Lørenskog IK in der norwegischen GET-ligaen, wo sein Vertrag im Anschluss an das Spieljahr nicht verlängert wurde. Anschließend stand er eineinhalb Jahre beim HK Nitra in der slowakischen Extraliga unter Vertrag. Mit Nitra gewann er im Frühjahr 2016 die slowakische Meisterschaft, woran er als Topscorer und wertvollster Spieler maßgeblichen Anteil hatte. Im November 2016 beendete der 30-Jährige seine Karriere kurz nach dem Beginn der Saison 2016/17.

## Erfolge und Auszeichnungen
| - 2004 Teilnahme am CHL Top Prospects Game - 2014 EBEL-Meister mit dem HC Bozen - 2016 Slowakischer Meister mit dem HK Nitra - 2016 Topscorer der Extraliga-Playoffs | - 2016 Bester Vorlagengeber der Extraliga-Playoffs - 2016 Wertvollster Spieler der Extraliga-Playoffs - 2016 Extraliga All-Star-Team |

## Karrierestatistik
(Legende zur Spielerstatistik: Sp oder GP = absolvierte Spiele; T oder G = erzielte Tore; V oder A = erzielte Assists; Pkt oder Pts = erzielte Scorerpunkte; SM oder PIM = erhaltene Strafminuten; +/− = Plus/Minus-Bilanz; PP = erzielte Überzahltore; SH = erzielte Unterzahltore; GW = erzielte Siegtore; 1 Play-downs/Relegation; Kursiv: Statistik nicht vollständig)